# シェイク・エンドイェ
シェイク・エンドイェ（Cheikh N'Doye 、1986年3月29日 - ）は、セネガル・リュフィスク出身のプロサッカー選手。セネガル代表。レッドスターFC93所属。ポジションは、ミッドフィールダー。

## 経歴

### アンジェ
2015年6月23日、アンジェSCOに移籍。

### レッドスター
2020年10月6日、1年以上の無所属期間を経て、レッドスターFC93に1年契約で加入した。

### 代表
2014年5月31日のコロンビア戦でセネガル代表デビュー&初ゴール。2015年9月5日のアフリカネイションズカップ2017予選・ナミビア戦でシェイフ・クヤテのゴールをアシストした。

## 代表歴

### 出場大会
- セネガル代表
  - 2018 FIFAワールドカップ

### 試合数
- 国際Aマッチ 32試合 3得点（2014年-2019年）[3]

| セネガル代表 | 国際Aマッチ | 国際Aマッチ |
| 年           | 出場        | 得点        |
| ------------ | ----------- | ----------- |
| 2014         | 1           | 1           |
| 2015         | 5           | 0           |
| 2016         | 6           | 1           |
| 2017         | 9           | 1           |
| 2018         | 10          | 0           |
| 2019         | 1           | 0           |
| 通算         | 32          | 3           |

### 得点
2016年9月25日現在
| #  | 開催日         | 開催地           | 対戦国           | スコア | 結果 | 試合概要                    |
| -- | -------------- | ---------------- | ---------------- | ------ | ---- | --------------------------- |
| 1. | 2014年5月31日  | ブエノスアイレス | コロンビア       | 2–2    | 2–2  | 親善試合                    |
| 2. | 2016年11月17日 | ポロクワネ       | 南アフリカ共和国 | 1–2    | 1–2  | 2018 FIFAワールドカップ予選 |
| 3. | 2017年10月7日  | プライア         | カーボベルデ     | 0–2    | 0–2  | 2018 FIFAワールドカップ予選 |

## タイトル
クレテイユ
- フランス全国選手権：2013